# Le Frère-de-la-Côte
Le Frère-de-la-Côte (ou Le Forban, Le Flibustier, en anglais The Rover) est un roman de Joseph Conrad publié sous forme feuilleton de septembre à décembre 1923 dans Pictorial Review  aux États-Unis. est publié en volume à Londres chez T.Fisher Unwin en décembre 1923, à New York chez Doubleday en novembre 1923. 

## Résumé
Un marin français, Jean Peyrol, ayant quitté le service de la marine nationale pendant les guerres napoléoniennes, se retire dans une ferme de la presqu'île de Giens. Il y vit avec la vieille Catherine, la jeune Arlette et le sans-culotte Scevola. Un officier venu de Toulon, le lieutenant Réal, voudrait induire en erreur la flotte de Nelson en empruntant la tartane de Peyrol.

## Adaptation
- Peyrol le boucanier (L'avventuriero), film italien de Terence Young sorti en 1967.
- Le Corsaire, mini-série de Franco Giraldi, 1983.

## Éditions en anglais
- Joseph Conrad, The Rover, Londres : T.Fisher Unwin
- Joseph Conrad, The Rover, New York : Doubleday, Page and Company

## Traduction en français
- Le Frère-de-la-Côte traduction de G. Jean-Aubry, Éditions Gallimard, 1928 ; édition en ligne de ebook[2]
- Le Frère-de-la-Côte (trad. G. Jean-Aubry révisée par Sylvère Monod ), dans Conrad (dir. Sylvère Monod), Œuvres, t. V, Paris : Gallimard, coll. « Bibliothèque de la Pléiade », 1992.
- Le Forban, traduction de C. Lesage, Michel Houdiard Editeur, 2005
- Le Flibustier, traduction d'Odette Lamolle, Éditions Autrement, 2005